# Джакмак аз-Загір
Аз-Загір Сайфуддін Джакмак (араб. سيف الدين جقمق; 1373–1453) — мамелюкський султан Єгипту з династії Бурджитів.

## Життєпис
Був черкеського походження. Його привіз до Єгипту старший брат і продав атабегу Іналу Аль-Юсуфі за часів правління султана Баркука. Пізніше він пройшов навчання в Каїрській цитаделі, щоб приєднатися до хасікії (гвардії султана). Потім був чашником у султана Фараджа.
За часів правління Шайха аль-Муаяда обіймав посаду наїба (губернатора) Дамаску, де він збудував хан Джакмак. Потім за султана Татара він став наїбом Каїрської цитаделі. За султана Барсбея він став атабегом, очоливши кампанію з придушення повстання бейліка Дулкадіра в Анатолії. Він заслужив довіру Барсбея, ставши опікуном його сина Юсуфа. 

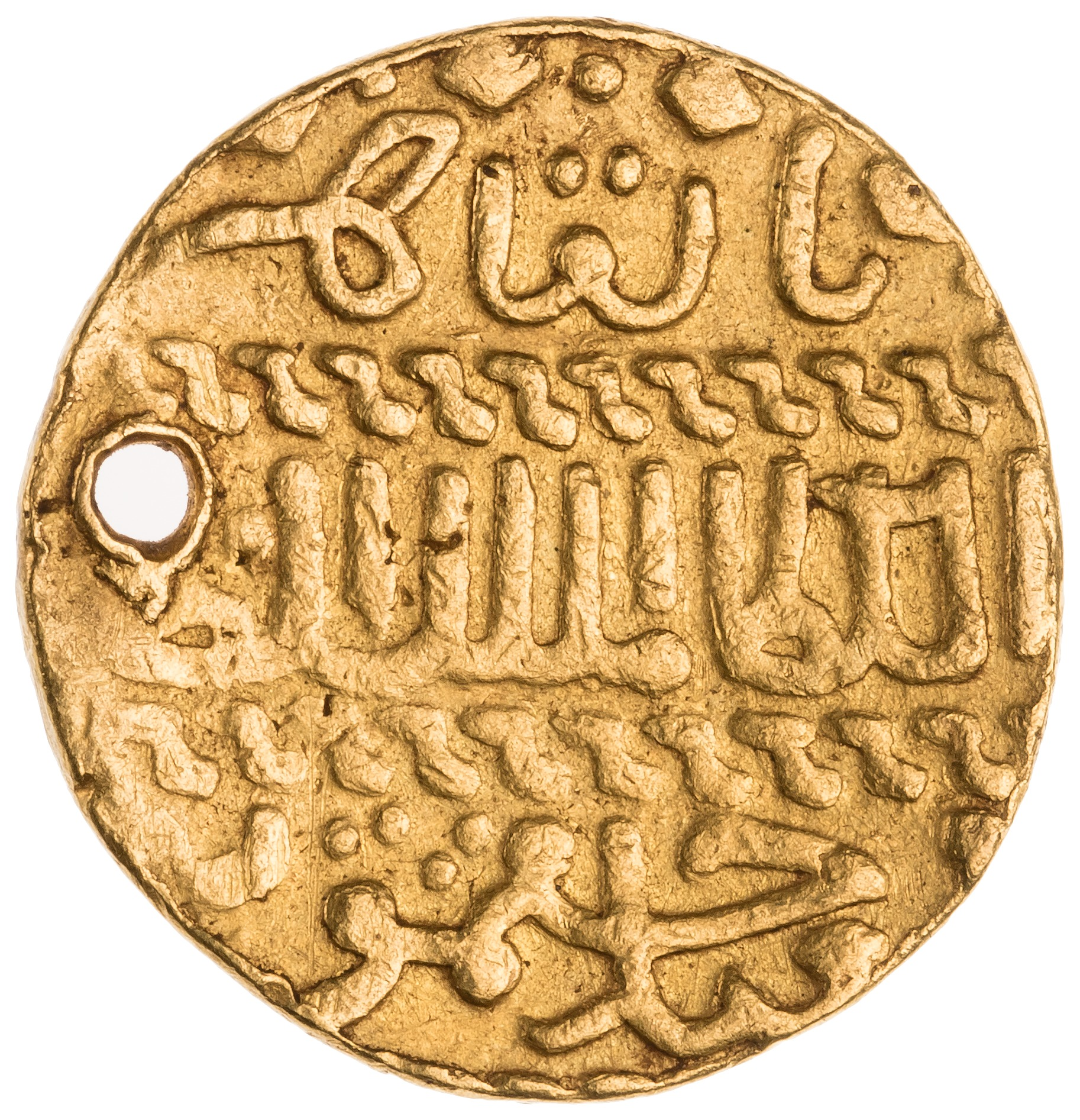
Золотий динар Джакмака 1438/1440 рр.

У 1438 році після смерті Барсбея влада перейшла до Юсуфа. Джакмак організував змову, скинув Юсуфа і став новим султаном у віці шістдесяти п'яти років. Джакмак зумів швидко придушити заколот під орудою еміра Коркмаза аш-Шаабані, якого арештував і стратив у Александрії. Потім почалоя повстання в Сирії, яке очолили Інал аль-Джакмі, наїб Дамаску, Тагрі Бармаш, наїб Алеппо. До них з Каїру втік колишній султан Юсуф. Але останнього було швидко відбито, Джакмак заслав його до Александрії. Потім відправив армію на чолі з Акабгою аль-Тамразі для боротьби з бунтівними емірами, які зрештою були розбиті та захоплені в полон.
Пізніше Джакмаку також довелося боротися з піратством з боку християнського королівства Кіпр та госпітальєрів Родосу. При цьому уклав союз з османським султаном Мурадом II проти госпітальєрів. При цьому задля замулювання очей вів спочатку перемовини з великим магістром Жаном де Ластіком. У 1439 році Джакмак розпочав підготовку кампанії проти цих двох островів, але без особливого успіху. У вересні 1440 року атакував Родос, потім острів Кос і зрештою Кіпр, але скрізь зазнав невдачі, окрім знищення фортеці госпітальєрів на Кіпрі. 
Друга невдача в 1442 році спонукала його побудувати флот, здатний очолити справжній штурм Родосу. У липні 1446 року його флот у 75 суден вирушив з Єгипту, щоб атакувати Родос, куди висадилася 18-тисячна армія. Села якого були зруйновані, але фортеця протягом 40 діб чинила опір, доки командувач Інал остаточно не зняв облогу. 
В розпад цих подій султан отримав від Шахрух Мірзи посольство, через якого той попросив у Джакмака дозволу надати кісву для Кааби. Він спочатку відмовився, а потім прийняв пропозицію, незважаючи на опір громадськості. Коли посол Шахруха прибув до Каїра з кісвою, його зустріли, закидавши камінням. Джакмак придушив повстання і дозволив послу поїхати до Мекки. Однак кісва, яку вони принесли, покривала Каабу лише на один день.
У 1453 році Джакмак, у віці вісімдесяти років, помер, призначивши наступником свого сина Усмана.